# Wargacz skalik
Wargacz skalik, skalik (Ctenolabrus rupestris) – gatunek ryby z rodziny wargaczowatych (Labridae), jedyny przedstawiciel rodzaju Ctenolabrus Valenciennes, 1839. Bywa hodowana w akwariach morskich.

## Zasięg występowania
Wzdłuż europejskich wybrzeży Oceanu Atlantyckiego, Morze Śródziemne i Morze Czarne. Preferuje wodę do głębokości 20 metrów, jednak zaobserwowano go również w wodzie o głębokości 50 metrów. Przebywa przy kamienistym dnie lub pokrytym wodorostami.

## Charakterystyka
Dorasta do 18 cm długości, jednak zazwyczaj osiąga rozmiary około 11 centymetrów. Żyje około 8 lat. Charakterystyczna dla tego gatunku jest ciemna plama w okolicy ogona.